# 2024–2025-ös osztrák labdarúgó-bajnokság (első osztály)
A 2024–2025-ös osztrák Bundesliga (szponzorált nevén Admiral Bundesliga) az osztrák labdarúgó-bajnokság legmagasabb osztályának 113. alkalommal megrendezett bajnoki éve. A címvédő és a bajnok a Sturm Graz, a szezont tizenkét csapat részvételével rendezték meg.

## Csapatok

### Változások az előző szezonhoz képest
A Grazer AK a 2023–2024-es másodosztályú bajnokság győzteseként jutott fel. Az Austria Lustenau csapata esett ki a másodosztályba.

### Résztvevő csapatok
| Csapat             | Székhely        | Stadion                  | Befogadóképesség |
| ------------------ | --------------- | ------------------------ | ---------------- |
| Austria Klagenfurt | Klagenfurt      | Wörthersee Stadion       | 29 863           |
| Austria Wien       | Bécs            | Generali Arena           | 17 656           |
| Blau-Weiß Linz     | Linz            | Hofmann Personal Stadion | 5 595            |
| Grazer AK          | Graz            | Merkur-Arena             | 16 364           |
| LASK Linz          | Linz            | Raiffeisen Arena         | 19 080           |
| Rapid Wien         | Bécs            | Allianz Stadion          | 28 600           |
| Red Bull Salzburg  | Wals-Siezenheim | Red Bull Arena           | 30 188           |
| Rheindorf Altach   | Altach          | Stadion Schnabelholz     | 8 500            |
| Sturm Graz         | Graz            | Merkur-Arena             | 16 364           |
| TSV Hartberg       | Hartberg        | Profertil Arena Hartberg | 4 635            |
| Wolfsberger AC     | Wolfsberg       | Lavanttal-Arena          | 7 300            |
| WSG Tirol          | Innsbruck       | Tivoli Stadion Tirol     | 16 008           |

### Vezetőedző-váltások
| Csapat             | Távozó edző                      | Ok                                 | Távozás napja        | Pozíció a tabbelán | Érkező                          | Érkezés napja        |
| ------------------ | -------------------------------- | ---------------------------------- | -------------------- | ------------------ | ------------------------------- | -------------------- |
| Red Bull Salzburg  | Onur Çinel (megbízott)           | Lejárt a szerződése                | 2024. június 30.     | Előszezon          | Pepijn Lijnders                 | 2024. július 1.      |
| WSG Tirol          | Thomas Silberberger              | Lemondott                          | 2024. június 30.     | Előszezon          | Philipp Semlic                  | 2024. július 1.      |
| Wolfsberger AC     | Manfred Schmid                   | Közös megegyezés                   | 2024. június 30.     | Előszezon          | Dietmar Kühbauer                | 2024. július 1.      |
| Austria Wien       | Christian Wegleitner (megbízott) | Lejárt a szerződése                | 2024. június 30.     | Előszezon          | Stephan Helm                    | 2024. július 1.      |
| LASK Linz          | Thomas Darasz                    | Elküldték                          | 2024. szeptember 3.  | 11.                | Markus Schopp                   | 2024. szeptember 3.  |
| TSV Hartberg       | Markus Schopp                    | A LASK Linz csapatához szerződött  | 2024. szeptember 3.  | 12.                | Markus Karner (megbízott)       | 2024. szeptember 3.  |
| TSV Hartberg       | Markus Karner (megbízott)        | Lejárt a szerződése                | 2024. szeptember 22. | 12.                | Manfred Schmid                  | 2024. szeptember 22. |
| SCR Altach         | Joachim Standfest                | Elküldték                          | 2024. szeptember 30. | 10.                | Louis Ngwat-Mahop (megbízott)   | 2024. szeptember 30. |
| SCR Altach         | Louis Ngwat-Mahop (megbízott)    | Lejárt a szerződése                | 2024. október 9.     | 11.                | Fabio Ingolitsch                | 2024. október 9.     |
| Grazer AK          | Gernot Messner                   | Elküldték                          | 2024. október 21.    | 12.                | René Poms (megbízott)           | 2024. október 21.    |
| Sturm Graz         | Christian Ilzer                  | A Hoffenheim csapatához szerződött | 2024. november 15.   | 1.                 | Jürgen Säumel (megbízott)       | 2024. november 15.   |
| Red Bull Salzburg  | Pepijn Lijnders                  | Elküldték                          | 2024. december 16.   | 5.                 | Thomas Letsch                   | 2024. december 18.   |
| Grazer AK          | René Poms (megbízott)            | Elküldték                          | 2025. március 21.    | 11.                | Ferdinand Feldhofer             | 2025. március 24.    |
| LASK Linz          | Markus Schopp                    | Elküldték                          | 2025. április 21.    | 7.                 | Maximilian Ritscher (megbízott) | 2025. április 21.    |
| Rapid Wien         | Robert Klauß                     | Elküldték                          | 2025. április 24.    | 5.                 | Stefan Kulovits (megbízott)     | 2025. április 24.    |
| Austria Klagenfurt | Peter Pacult                     | Elküldték                          | 2025. április 27.    | 11.                | Carsten Jancker                 | 2025. április 27.    |

## Az alapszakasz eredménye
| Hely. | Csapat             | M  | Gy | D | V  | G+ | G– | Gk  | P  | Továbbjutás                 |
| ----- | ------------------ | -- | -- | - | -- | -- | -- | --- | -- | --------------------------- |
| 1.    | Sturm Graz         | 22 | 14 | 4 | 4  | 51 | 28 | +23 | 46 | BL–Rájátszás (Felsőház)     |
| 2.    | Austria Wien       | 22 | 14 | 4 | 4  | 36 | 19 | +17 | 46 | BL–Rájátszás (Felsőház)     |
| 3.    | Red Bull Salzburg  | 22 | 10 | 8 | 4  | 33 | 22 | +11 | 38 | BL–Rájátszás (Felsőház)     |
| 4.    | Wolfsberg          | 22 | 11 | 3 | 8  | 44 | 30 | +14 | 36 | BL–Rájátszás (Felsőház)     |
| 5.    | Rapid Wien         | 22 | 9  | 7 | 6  | 32 | 24 | +8  | 34 | BL–Rájátszás (Felsőház)     |
| 6.    | Blau-Weiß Linz     | 22 | 10 | 3 | 9  | 30 | 29 | +1  | 33 | BL–Rájátszás (Felsőház)     |
| 7.    | LASK Linz          | 22 | 9  | 4 | 9  | 32 | 33 | −1  | 31 | Kiesési rájátszás (Alsóház) |
| 8.    | TSV Hartberg       | 22 | 6  | 8 | 8  | 24 | 31 | −7  | 26 | Kiesési rájátszás (Alsóház) |
| 9.    | Austria Klagenfurt | 22 | 5  | 6 | 11 | 22 | 44 | −22 | 21 | Kiesési rájátszás (Alsóház) |
| 10.   | WSG Tirol          | 22 | 4  | 7 | 11 | 20 | 31 | −11 | 19 | Kiesési rájátszás (Alsóház) |
| 11.   | Grazer AK          | 22 | 3  | 7 | 12 | 27 | 45 | −18 | 16 | Kiesési rájátszás (Alsóház) |
| 12.   | Rheindorf Altach   | 22 | 3  | 7 | 12 | 20 | 35 | −15 | 16 | Kiesési rájátszás (Alsóház) |

## Rájátszás Felsőház
Az alapszakaszban elért pontokat a rájátszás kezdete előtt megfelezték (és lefelé kerekítették). Ennek eredményeként a csapatok a rájátszást az alábbi pontokkal kezdték el: Sturm Graz 23, Austria Wien 23, Red Bull Salzburg 19, Wolfsberger 18, Rapid Wien 17 és Blau-Weiß Linz 16. A Blau-Weiß Linz pontjait lefelé kerekítették – ha a rájátszás végén pontegyenlőség alakul ki, fél pontot adnak nekik.
| Hely. | Csapat            | M  | Gy | D | V  | G+ | G– | Gk  | P  | Továbbjutás                                             |  | STU | RBS | AWI | WAC | RWI | BWL |
| ----- | ----------------- | -- | -- | - | -- | -- | -- | --- | -- | ------------------------------------------------------- |  | --- | --- | --- | --- | --- | --- |
| 1.    | Sturm Graz (B)    | 32 | 19 | 6 | 7  | 66 | 39 | +27 | 40 | UEFA-bajnokok ligája alapszakasz                        |  | —   | 4–2 | 0–1 | 1–1 | 2–0 | 2–0 |
| 2.    | Red Bull Salzburg | 32 | 16 | 9 | 7  | 53 | 36 | +17 | 38 | UEFA-bajnokok ligája 2. selejtezőkör                    |  | 1–2 | —   | 2–0 | 1–1 | 4–2 | 2–1 |
| 3.    | Austria Wien      | 32 | 18 | 6 | 8  | 47 | 32 | +15 | 37 | Európa Konferencia Liga 2. selejtezőkör                 |  | 2–1 | 1–3 | —   | 0–0 | 1–2 | 2–2 |
| 4.    | Wolfsberg         | 32 | 16 | 7 | 9  | 60 | 38 | +22 | 37 | Európa Liga Rájátszás                                   |  | 1–1 | 2–1 | 1–2 | —   | 5–1 | 2–0 |
| 5.    | Rapid Wien (O)    | 32 | 12 | 8 | 12 | 43 | 42 | +1  | 27 | Rájátszás az UEFA Európa Konferencia indulásért – döntő |  | 3–1 | 0–2 | 2–0 | 0–1 | —   | 0–0 |
| 6.    | Blau-Weiß Linz    | 32 | 11 | 5 | 16 | 37 | 45 | −8  | 21 |                                                         |  | 0–1 | 1–2 | 0–2 | 1–2 | 2–1 | —   |

1. ↑  A 2024–2025-ös Osztrák Kupa győztese bejutott az Európa Liga rájátszásába.

## Rájátszás Alsóház
Az alapszakaszban elért pontokat a rájátszás kezdete előtt megfelezték (és lefelé kerekítették).Ennek eredményeként a csapatok a rájátszást az alábbi pontokkal kezdték: LASK 15, TSV Hartberg 13, Austria Klagenfurt 10, WSG Tirol 9, Grazer AK 8 és Rheindorf Altach 8. A LASK, az Austria Klagenfurt és a WSG Tirol pontjait lefelé kerekítették – a rájátszás végén pontegyenlőség esetén fél pontot adnak ezeknek a csapatoknak.
| Hely. | Csapat                 | M  | Gy | D  | V  | G+ | G– | Gk  | P  | Továbbjutás                                                |     | LSK | HAR | TIR | GAK | ALT | AKL |
| ----- | ---------------------- | -- | -- | -- | -- | -- | -- | --- | -- | ---------------------------------------------------------- | --- | --- | --- | --- | --- | --- | --- |
| 1.    | LASK                   | 32 | 16 | 6  | 10 | 51 | 36 | +15 | 38 | Rájátszás az UEFA Európa Konferencia indulásért – elődöntő |     | —   | 0–0 | 2–0 | 1–0 | 0–0 | 6–0 |
| 2.    | TSV Hartberg           | 32 | 11 | 11 | 10 | 40 | 40 | 0   | 31 | Rájátszás az UEFA Európa Konferencia indulásért – elődöntő |     | 0–1 | —   | 3–2 | 1–1 | 2–0 | 2–3 |
| 3.    | WSG Tirol              | 32 | 7  | 9  | 16 | 35 | 50 | −15 | 20 |                                                            |     | 1–3 | 1–3 | —   | 1–1 | 1–0 | 5–3 |
| 4.    | Grazer AK              | 32 | 5  | 13 | 14 | 34 | 54 | −20 | 20 |                                                            | 1–0 | 0–3 | 0–0 | —   | 1–0 | 1–1 |     |
| 5.    | Rheindorf Altach       | 32 | 5  | 11 | 16 | 29 | 46 | −17 | 18 |                                                            | 0–2 | 1–1 | 3–0 | 2–2 | —   | 0–0 |     |
| 6.    | Austria Klagenfurt (K) | 32 | 6  | 9  | 17 | 33 | 70 | −37 | 16 | Kiesett a másodosztályba                                   |     | 1–4 | 0–1 | 1–4 | 0–0 | 2–3 | —   |

## UEFA Konferencia Liga indulásért való rájátszás
Az alsóházi rájátszás győztese és második helyezettje az elődöntőben egymás ellen lép pályára, és a bajnoki forduló ötödik helyezettje ellen játssza a döntőt az UEFA Konferencia Liga indulásért.

### Elődöntő
| 2025. május 26. 19:00 |

| LASK Linz              | 2–0               | TSV Hartberg |
| ---------------------- | ----------------- | ------------ |
| Entrup 21' Andrade 64' | (1–0) Jegyzőkönyv |              |

| Raiffeisen Arena, Linz Nézőszám: 8 100 Játékvezető: Julian Weinberger |

### Döntő
| 2025. május 29. 17:00 |

| LASK Linz                   | 3–1               | Rapid Wien           |
| --------------------------- | ----------------- | -------------------- |
| Žulj 5' 90+1' Coulibaly 66' | (2–1) Jegyzőkönyv | Seidl 26' (11-esből) |

| Raiffeisen Arena, Linz Nézőszám: 13 200 Játékvezető: Alexander Harkam |

| 2025. június 1. 17:00 |

| Rapid Wien                                      | 3–0               | LASK Linz |
| ----------------------------------------------- | ----------------- | --------- |
| Burgstaller 31' Seidl 82' (11-esből) Kara 90+5' | (1–0) Jegyzőkönyv |           |

| Allianz Stadion, Bécs Játékvezető: Christopher Jäeger |

## Statisztikák
Utoljára frissítve: 2025. május 25.

### Góllövőlista
| #  | Játékos           | Klub              | Gólok száma |
| -- | ----------------- | ----------------- | ----------- |
| 1  | Ronivaldo         | Blau-Weiß Linz    | 14          |
| 2  | Dorgeles Nene     | Red Bull Salzburg | 13          |
| 3  | Maximilian Entrup | LASK Linz         | 12          |
| 3  | Otar Kiteisvili   | Sturm Graz        | 12          |
| 3  | Patrik Mijić      | TSV Hartberg      | 12          |
| 3  | Dominik Fitz      | Austria Wien      | 12          |
| 7  | Mika Biereth      | Sturm Graz        | 11          |
| 7  | William Bøving    | Sturm Graz        | 11          |
| 7  | Maurice Malone    | Austria Wien      | 11          |
| 10 | Dion Beljo        | SK Rapid          | 10          |
| 10 | Oszkár Gluh       | Red Bull Salzburg | 10          |
| 10 | Thierno Ballo     | Wolfsberger       | 10          |
| 10 | Dejan Zukić       | Wolfsberger       | 10          |

1. ↑  A 2025-ös téli átigazolási időszakban az AS Monaco csapatába szerződött.

### Gólpasszok
| # | Játékos        | Klub              | Gólp. |
| - | -------------- | ----------------- | ----- |
| 1 | Dominik Fitz   | Austria Wien      | 15    |
| 2 | Robert Žulj    | LASK Linz         | 9     |
| 2 | Tomi Horvat    | Sturm Graz        | 9     |
| 2 | Dejan Zukić    | Wolfsberger       | 9     |
| 2 | Petar Ratkov   | Red Bull Salzburg | 9     |
| 6 | Dorgeles Nene  | Red Bull Salzburg | 8     |
| 6 | William Bøving | Sturm Graz        | 8     |
| 6 | Donis Avdijaj  | TSV Hartberg      | 8     |
| 9 | Aleksa Terzić  | Red Bull Salzburg | 7     |
| 9 | Bror Blume     | WSG Tirol         | 7     |

### Mesterhármasok
| Játékos         | Csapat             | Ellenfél          | Végeredmény | Dátum               |
| --------------- | ------------------ | ----------------- | ----------- | ------------------- |
| Oszkár Gluh     | Red Bull Salzburg  | Blau-Weiß Linz    | 5–1 (O)     | 2024. augusztus 10. |
| Mika Biereth    | Sturm Graz         | Red Bull Salzburg | 5–0 (O)     | 2024. október 6.    |
| David Tosevszki | Austria Klagenfurt | TSV Hartberg      | 3–2 (V)     | 2025. március 29.   |

### Kapott gól nélkül lehozott mérkőzések
| #  | Játékos                | Klub               | Mérkőzések |
| -- | ---------------------- | ------------------ | ---------- |
| 1  | Samuel Şahin-Radlinger | Austria Wien       | 10         |
| 2  | Niklas Hedl            | Rapid Wien         | 9          |
| 2  | Nikolas Polster        | Wolfsberger        | 9          |
| 4  | Adam Stejskal          | WSG Tirol          | 8          |
| 4  | Tobias Lawal           | LASK Linz          | 8          |
| 4  | Raphael Sallinger      | TSV Hartberg       | 8          |
| 7  | Alexander Schlager     | Red Bull Salzburg  | 7          |
| 7  | Kjell Scherpen         | SK Sturm Graz      | 7          |
| 9  | Radek Vítek            | Blau-Weiß Linz     | 6          |
| 10 | Janis Blaswich         | Red Bull Salzburg  | 5          |
| 10 | Florian Wiegele        | Grazer AK          | 5          |
| 12 | Dejan Stojanović       | Rheindorf Altach   | 4          |
| 12 | Simon Spari            | Austria Klagenfurt | 4          |
| 14 | Jörg Siebenhandl       | LASK Linz          | 2          |
| 14 | Jakob Meierhofer       | Grazer AK          | 2          |
| 16 | Lukas Jungwirth        | LASK Linz          | 1          |
| 16 | Tobias Schützenauer    | LASK Linz          | 1          |
| 16 | Andreas Lukse          | Blau-Weiß Linz     | 1          |
| 16 | Nicolas Schmid         | Blau-Weiß Linz     | 1          |
| 16 | Marco Knaller          | Austria Klagenfurt | 1          |
| 16 | Ammar Helac            | Rheindorf Altach   | 1          |
| 16 | Danyiil Hugyakov       | SK Sturm Graz      | 1          |
| 16 | Luka Marić             | TSV Hartberg       | 1          |

### Magyarok a ligában
Utoljára frissítve: 2025. május 25.
| Játékos             | Klub       | Mérkőzés | Gólok | Gólpasszok | Gól nélküli |
| ------------------- | ---------- | -------- | ----- | ---------- | ----------- |
| Bolla Bendegúz      | Rapid Wien | 30       | 2     | 2          | –           |
| Kleinheisler László | Grazer AK  | 13       | 0     | 0          | –           |

1. ↑  A 2025-ös téli átigazolási időszakban a Panathinaikósz csapatától szerződtették.

### Egyéni díjazottak
| Díj                 | Győztes          | Klub        | Forrás |
| ------------------- | ---------------- | ----------- | ------ |
| A szezon játékosa   | Otar Kiteisvili  | Sturm Graz  | [ 29 ] |
| A szezon kapusa     | Kjell Scherpen   | Sturm Graz  | [ 29 ] |
| A szezon újonca     | Malick Yalcouyé  | Sturm Graz  | [ 29 ] |
| A szezon menedzsere | Dietmar Kühbauer | Wolfsberger | [ 29 ] |